# Греческая военная авиация в Балканских войнах
Греческая военная авиация (греч. Ελληνική Πολεμική Αεροπορία), в другом чтении Военно-воздушные силы Греции, была создана в 1911 году. В Балканские войны греческая авиация ещё не была отдельным родом вооружённых сил, но самолёты греческой армии одними из первых в истории мировой авиации приняли участие в боевых действиях.
Кроме того, использование самолётов в военных операциях греческим военно-морским флотом положило начало истории мировой морской авиации.

## Создание греческой военной авиации
В 1911 году греческое правительство поручило французским специалистам организовать Греческую Авиационную Службу (Ελληνική Αεροπορική Υπηρεσία — ΕΑΥ).
6 греческих офицеров были посланы во Францию для лётной подготовки: Лейтенанты артиллерии Димитриос Камперос и Маркос Дракос, лейтенант инженерного корпуса Михаил Мутусис, младшие лейтенанты кавалерии Христос Адамидис и Пануцос Нотарас, лейтенант пехоты Лукас Папалукас.
Были заказаны первые самолёты типа Farman.
Первым диплом пилота получил во Франции Камперос.
Однако тем временем, 8 февраля 1912 года, в самой Греции первый полёт совершил Эммануил Аргиро́пулос, на личном самолёте Nieuport IV.G. Alcuin.
Аргиро́пулос был первоначально инженером-строителем, но, оставив свою профессию, уехал в Париж учиться на пилота. В конце января 1912 года, получив диплом пилота, Аргиропулос вернулся в Грецию вместе с монопланом Nieuport IV.G (50 лошадиных сил), приобретенным на собственные деньги.
Аргиропулос стал первым греческим авиатором, совершившим полёт в самой Греции. Это событие получило широкую огласку в греческой прессе.
После взлета с полосы в Афинах Аргиропулос совершил 16-минутный полёт над городом, включая полёт над Акрополем. Через час он совершил второй полёт с пассажиром, которым был премьер-министр Греции Венизелос. Венизе́лос был энтузиастом идеи воздушной войны и заявлял, что Греция должна немедленно получить преимущество, внедрив это новое оружие.
13 мая 1912 года Камперос совершил первый в Греции полёт на военном самолете типа Henry Farman. (Farman).
В июне того же года, после того как его биплан был переоборудован в гидроплан под именем «Дедалос», Камперос побил мировой рекорд скорости в 110 км в час.
В сентябре греческая армия приобрела свою первую авиационную часть, «Роту авиаторов» («Λόχος Αεροπόρων»), которая базировалась в городе Лариса.

## Первая Балканская война

### Македонский фронт
С началом Балканских войн «Рота авиаторов», базировавшаяся в приграничном тогда городе Лариса, была немедленно задействована в наступательных операциях греческой армии.
К «Роте авиаторов» примкнул и Аргиропулос, в звании младшего лейтенанта и со своим личным самолетом красной окраски, под именем Алкиона.
5 октября 1912 года рота выполнила первый разведывательный полёт, который совершил Камперос над регионом города Элассона.
В последующие дни разведывательные полёты стали частыми и сопровождались бомбёжкой османских сил самодельными бомбами сомнительной результативности, которые однако имели значительный психологический эффект.
После освобождения столицы Македонии города Фессалоники 26 октября 1912 года, флот «Роты Авиации» пополнился самолётом типа Bleriot XI с двигателем в 50hp, который был нанят османами и на котором летал его французский пилот-владелец.
Самолёт был конфискован греческой армией и его владелец депортирован.

### Фронт Эпира
Сразу после освобождения македонской столицы, первоочерёдной задачей греческой армии стало освобождение Эпира, куда морем были переброшены две дивизии.
Вместе с пехотными дивизиями на фронт Эпира была переброшена и «Рота авиаторов».
В сражении при Бизани греческая армия использовала небольшую эскадрилью из 6 бипланов «Maurice Farman MF.7». Бипланы базировались на лётном поле в Никополисе, и, начиная с 5 декабря 1912 года, производили разведывательные вылеты и бомбардировки со значительными результатами. Среди пилотов были Д. Камперос, М. Мутусис, Х. Адамидис. Турки вели по самолётам ружейный огонь, единственным результатом которого стало сбитие самолёта русского пилота греческого происхождения Николая Сакова (вероятно — первое в истории). Лётчику, однако, удалось посадить повреждённый аэроплан в Превезе, где он был отремонтирован и позднее возвращён на базу.
Кроме того, в задачи греческих пилотов входило сбрасывание продовольствия для голодающего населения осаждённой греческой армией столицы Эпира, города Янина.
21 февраля (6 марта) 1913 года, в день вступления греческой армии в Янина, Адамидис, который был к тому же и уроженцем города, посадил свой Farman MF.7 на площади перед мэрией, под восторженные возгласы своих сограждан.

### Рождение морской авиации
Военно-морской флот Греции также рещил задействать в своих операциях самолёты.
11 ноября 1912 года военно-морской флот получил гидроплан типа Astra Hydroplane, который был перевезен на остров Лемнос, испытания которого однако были признаны неудачными.
Тогда флот предоставил самолёт Maurice Farman Hydravion лейтенанту М. Мутусису и мичману Аристидису Морайтинису, полёты которых стали первыми боевыми полётами в истории не только греческой, но и мировой морской авиации.
24 января (5 февраля) 1913 года, через несколько дней после победы греческого флота при острове Лемнос старший лейтенант Мутусис и мичман Аристидис Морайтинис, находившиеся в Мудросе, остров Лемнос получили приказ произвести воздушную разведку над Дарданеллами, с целью обнаружения расположения отступившего и скрывшегося там турецкого флота. Для этой цели был использован гидроплан, на базе переделанного биплана Farman MF.7. Мутусис — Морайтинис обнаружили турецкий флот в районе базы Нара и, перед уходом из Дараданелл, сбросили на турецкий флот 4 бомбы, правда без серьёзных повреждений для турок. Во время обратного полета, экипаж гидроплана произвел вынужденное приводнение в Эгейском море, по причине проблем с мотором, но был подобран и отбуксирован находившимся поблизости греческим «Велос I (эсминец)».
Этот полет признан первым в мировой истории боевым полетом сотрудничества авиации-флота и ознаменовал рождение первой в мире военно-морской авиации.

## Первые потери
После побед в Эпире, греческая армия была вынуждена вновь обратить успехов, к Македонии, где неудовлетворённая результатами войны Болгария готовилась к нападению на своих бывших союзников — сербов и греков.
Для разведывательных полётов над болгарскими позициями греческие самолёты использовали лётное поле Лебет (Эвкарпия) недалеко от Салоник.
4 апреля 1913 года, за несколько месяцев до войны с болгарами, греческий поэт и революционер Манос, Константинос вылетел из Салоник на трофейном самолёте Blériot XI, имевшем ещё османскую окраску черепичного цвета, пилотом которого был Эммануил Аргиропулос. Полет был разведывательным, целью его было выявление болгарских позиций накануне войны.
Самолет попал в зону мощной турбулентности и упал в районе Лангадаса, недалеко от Салоник.
Аргиропулос и Манос погибли. Гибель Аргиропулоса была первой потерей для греческой авиации.

## Вторая Балканская война
Не располагаем информацией о последующей деятельности греческой военной авиации в кратковременной Второй Балканской войне против Болгарии.
Историографы греческой авиации ограничиваются фразой «участие самолётов в (этой) войне было ограничено в силу природы операций» и их скоротечности.
После завершения войны 29 июля 1913 года) 16 августа «Рота Авиации» была вновь переведена в столицу Македонии, которая была обозначена её базой.

## Типы греческих самолётов периода Балканских войн
- Astra Hydroplane
- Bleriot XI-2
- Henry Farman III
- Henry Farman HF.20
- Maurice Farman Hydroplane Maurice Farman M. F. 7
- Nieuport IV.G

## Венизелос
В истории создания греческой военной авиации перед началом Балканских войн, кроме непосредственного участия лётчиков-пионеров авиации, отмечено и участие премьер-министра Греции, Элефтериоса Венизелоса.
В знак признания вклада Венизелоса в создании и развитии греческой авиации, его именем в 2000 году был назван новый Международный аэропорт Афин.